# Puchar Niemiec w piłce nożnej (1969/1970)
Puchar Niemiec w piłce nożnej mężczyzn 1969/1970 – 27. edycja rozgrywek mających na celu wyłonienie zdobywcy Pucharu Niemiec, który uzyskał tym samym prawo gry w kwalifikacjach Pucharze Zdobywców Pucharów (1970/1971). Tym razem trofeum wywalczył Kickers Offenbach. Finał został rozegrany na Niedersachsenstadion w Hanowerze.

## Plan rozgrywek
Rozgrywki szczebla centralnego składały się z 5 części:
- Runda 1: 3 stycznia–11 lipca 1970
- Runda 2: 28 lipca–1 sierpnia 1970
- Ćwierćfinał: 5–6 sierpnia 1970
- Półfinał: 19 sierpnia 1970
- Finał: 29 sierpnia 1970 na Niedersachsenstadion w Hanowerze

## Pierwsza runda
Mecze rozgrywano od 3 do 11 lipca 1970 roku.
| Drużyna 1               | Wynik      | Drużyna 2                |
| ----------------------- | ---------- | ------------------------ |
| Eintracht Gelsenkirchen | 1:3        | Borussia Mönchengladbach |
| 1. FC Nürnberg          | 1:0        | VfB Stuttgart            |
| Kickers Offenbach       | 4:1        | TSV 1860 Monachium       |
| Hannover 96             | 3:2        | Rot-Weiss Oberhausen     |
| Jahn Regensburg         | 1:0        | Eintracht Brunszwik      |
| FC 1908 Villingen       | 1:3        | Hamburger SV             |
| Rot-Weiss Essen         | 3:3 (dog.) | 1. FC Köln               |
| SG Wattenscheid 09      | 1:6        | Bayern Monachium         |
| Göttingen 05            | 0:1 (dog.) | MSV Duisburg             |
| Wuppertaler SV          | 1:0        | 1. FC Kaiserslautern     |
| VfL Osnabrück           | 1:2 (dog.) | Eintracht Frankfurt      |
| SV Alsenborn            | 1:5        | FC Schalke 04            |
| FK Pirmasens            | 1:2        | Hertha BSC               |
| Schwarz-Weiss Essen     | 1:2        | Borussia Dortmund        |
| Tennis Borussia Berlin  | 0:2        | Werder Brema             |
| Arminia Hannover        | 0:3        | Alemannia Aachen         |

### Mecze przełożone
| Drużyna 1  | Wynik | Drużyna 2       |
| ---------- | ----- | --------------- |
| 1. FC Köln | 5:1   | Rot-Weiss Essen |

## Druga runda
Mecze rozgrywano od 28 lipca do 1 sierpnia 1970 roku.
| Drużyna 1           | Wynik      | Drużyna 2                |
| ------------------- | ---------- | ------------------------ |
| FC Schalke 04       | 0:0 (dog.) | Hertha BSC               |
| Bayern Monachium    | 4:0        | Jahn Regensburg          |
| Hannover 96         | 1:3        | Borussia Mönchengladbach |
| Eintracht Frankfurt | 2:0        | Hamburger SV             |
| Wuppertaler SV      | 0:3        | 1. FC Nürnberg           |
| 1. FC Köln          | 6:1        | MSV Duisburg             |
| Alemannia Aachen    | 1:1 (dog.) | Werder Brema             |
| Kickers Offenbach   | 2:1 (dog.) | Borussia Dortmund        |

### Mecze przełożonee
| Drużyna 1    | Wynik      | Drużyna 2        |
| ------------ | ---------- | ---------------- |
| Hertha BSC   | 4:0        | FC Schalke 04    |
| Werder Brema | 1:1 (dog.) | Alemannia Aachen |

## Ćwierćfinały
Mecze rozgrywano 5 i 6 sierpnia 1970 roku.
| Drużyna 1                | Wynik      | Drużyna 2         |
| ------------------------ | ---------- | ----------------- |
| Borussia Mönchengladbach | 2:3 (dog.) | 1. FC Köln        |
| 1. FC Nürnberg           | 2:1        | Bayern Monachium  |
| Eintracht Frankfurt      | 0:3        | Kickers Offenbach |
| Alemannia Aachen         | 1:0        | Hertha BSC        |

## Półfinały
Mecze rozgrywano 19 sierpnia 1970 roku.
| Drużyna 1         | Wynik      | Drużyna 2      |
| ----------------- | ---------- | -------------- |
| Alemannia Aachen  | 0:4        | 1. FC Köln     |
| Kickers Offenbach | 4:2 (dog.) | 1. FC Nürnberg |

## Finał
| 29 czerwca 1970 16:00 CEST | Kickers Offenbach · Winkler 27' · Gecks 64' | 2:11:0Raport | 1. FC Köln · 13' Löhr | Niedersachsenstadion, Hanower Widzów: 50 000 Sędzia: Gerhard Schulenburg (Hamburg) |
|                            |                                             |              |                       |                                                                                    |

| KICKERS OFFENBACH: |   |                  |  |     |
|                    |   |                  |  |     |
| BR                 | 1 | Karlheinz Volz   |  |     |
| OB                 |   | Hans Reich       |  |     |
| OB                 |   | Josef Weilbächer |  |     |
| OB                 |   | Egon Schmitt     |  |     |
| OB                 |   | Helmut Kremers   |  |     |
| PO                 |   | Helmut Schmidt   |  |     |
| PO                 |   | Roland Weida     |  |     |
| PO                 |   | Walter Bechtold  |  | 60' |
| PO                 |   | Winfried Schäfer |  |     |
| NA                 |   | Horst Gecks      |  |     |
| NA                 |   | Klaus Winkler    |  |     |
| Zmiany:            |   |                  |  |     |
| OB                 |   | Helmut Nerlinger |  | 60' |
| Trener:            |   |                  |  |     |
| Kurt Schreiner     |   |                  |  |     |

| FC KÖLN:    |   |                      |  |     |
|             |   |                      |  |     |
| BR          | 1 | Manfred Manglitz     |  |     |
| OB          |   | Karl-Heinz Thielen   |  | 31' |
| OB          |   | Matthias Hemmersbach |  |     |
| OB          |   | Werner Biskup        |  |     |
| OB          |   | Wolfgang Weber       |  |     |
| PO          |   | Jupp Kapellmann      |  |     |
| PO          |   | Heinz Flohe          |  |     |
| PO          |   | Wolfgang Overath     |  |     |
| PO          |   | Heinz Simmet         |  |     |
| NA          |   | Thomas Parits        |  |     |
| NA          |   | Hennes Löhr          |  |     |
| Zmiany:     |   |                      |  |     |
| NA          |   | Bernd Rupp           |  | 31' |
| Trener:     |   |                      |  |     |
| Hans Merkle |   |                      |  |     |

| Puchar Niemiec w piłce nożnej 1969–1970 Zwycięzcy |
| ------------------------------------------------- |
| Kickers Offenbach 1. Tytuł                        |